# ジャライルタイ・コルチ
ジャライルタイ・コルチ（生没年不詳）は、モンゴル帝国に仕えた将軍の一人で、ジャライル部の出身。モンゴルの高麗侵攻において第6次遠征軍を率い、高麗国を最終的に投降に追い込んだ人物として知られる。
漢文史料では様々な表記がなされており、『元朝秘史』では札剌亦児台豁児赤(zhálàyìértái huōérchì)、『元史』では札剌台(zhálàtái)もしくは札剌䚟(zhálàdǎi)、『高麗史』では車羅大(chēluódà)と記される。

## 概要
『元史』巻133列伝20タチュ伝によるとジャライルタイ（札剌台）はチンギス・カン（太祖）の治世からモンゴル帝国に仕えた歴戦の勇将で、1254年（甲寅/高宗41年/憲宗4年）より高麗方面の経略に関わるようになったという。第4代皇帝モンケ・カアンの治世の3年目（1253年/癸丑）に「征東元帥」に任じられたジャライルタイは翌1254年夏に高麗国に入り、同年7月には「ジャライルタイ（車羅大）が5千の兵を率いて鴨緑江を渡った」ことが高麗朝廷にも報告された。これを受けて、高麗朝廷は8月に早くも大将軍李長をジャライルタイらの下に派遣したが、ジャライルタイは君臣・百姓は（臨時の都である江華島から）大陸に戻り剃髪せよ。もし要求に従わなければモンゴル兵が撤兵することはないだろう」と語ったという。『高麗史』では同9月には忠州山城、10月には尚州山城の攻略に失敗したと記されているが、一方で『元史』には同年中に光州・安城・忠州・玄鳳・珍原・甲向・玉果の諸城をジャライルタイと洪福源が攻略したと記されている。また、同年10月〜12月には崔璘がジャライルタイの下を訪れて和平交渉を行っているが、やはりジャライルタイは崔沆が王を奉じて江華島を出れば撤兵する」と回答している。
1255年（乙卯/高宗42年/憲宗5年）正月にはモンゴル兵の一部が江華島に至り、高麗朝廷は再び崔璘を使者としてジャライルタイの下に派遣した。また、2月にはモンゴルの側からも阿豆・仍夫ら4人が使者として派遣され、高麗朝廷は梯浦館にてこれを歓待した。同年9月には崔璘がモンゴル側の使者6名とともに高麗朝廷に戻り、西京（現平壌）に永寧公王綧が大軍を率いて駐屯していることを報告した。
1256年（丙辰/高宗43年/憲宗6年）3月には高麗朝廷から大将軍の慎執平がジャライルタイの下に派遣されたが、王太子自らがモンゴル皇帝の下を訪れ投降を表明するまで撤兵はありえないという問答が繰り返されただけだった。続けて4月にも慎執平が派遣されたが、実効性のない高麗の講和交渉にジャライルタイは遂に怒り、5月よりモンゴル軍の高麗侵攻は再び激化した。8月にはジャライルタイ・永寧公王綧・洪福源らは江華島近くまで来たものの、9月には冬が近づいたため一時兵を収めた。
1257年（丁巳/高宗44年/憲宗7年）6月、モンゴル兵が南京（現ソウル特別市）にまで至ったため、モンゴル兵を引かせるために李凝がジャライルタイの下に派遣された。7月には逆にジャライルタイから18人の使者が高麗朝廷に派遣され、また高麗朝廷からは永安公王僖が派遣されたが、結局従来と同じ問答がなされただけであった。一方、もはやモンゴル軍への抗戦は不可能と見た高官の一部はジャライルタイの要求に従って王太子を派遣するよう王に要請したが、王はなおモンゴルへの投降を決意できないでいた。ジャライルタイは同7月に神威島を陥落させて孟州守の胡寿を殺害し、9月には冬が近づいてきたため兵を一時収めた。
1258年（丁巳/高宗45年/憲宗8年）3月には戊午政変によって崔氏政権が倒れて高麗側の対モンゴル戦略は転換期を迎え、今まで一行に進まなかった和平交渉（高麗のモンゴルへの服属）が実現に向かい始めた。一方で長らくジャライルタイの同僚として活動していた洪福源が同時期に亡くなり、子の洪茶丘が後を継いでいる。同年四月にはジャライルタイの派遣した使者が高麗朝廷の江華島からの移動状況を視察に訪れ、5月には遂に王は海を渡って大陸側に戻り、ジャライルタイの派遣した波養ら9人の使者を引見した。同年6月、高麗朝廷との和平交渉を補佐するためにモンゴル本国から余愁達・甫波大らがそれぞれ1千の兵を率いて派遣されているが、この内「余愁達」は後述するように『元朝秘史』にも言及される「イェスデル」に相当する。同6月、ジャライルタイから高麗朝廷に派遣された波乎只ら6人の使者は、「高麗国が実に投降するのならば、鶏・犬といえども一つとして殺しはしない。もしそうでなければ再び攻撃をしかける」というモンケ・カアンのジャルリグ（聖旨）に基づいて、高麗国王と王太子自らが西京にまで至れば撤兵しようというジャライルタイの言葉を伝えた。これに対し、高麗王は「予は既に年老いて遠行はできない」と述べて王太子のみを派遣することを申し出、遂に永安公王僖がジャライルタイの屯所に派遣された。また、同月にはイェスデルが「皇帝（モンケ・カアン）は高麗の事を我とジャライルタイに委ねている。モンゴル兵の居留は高麗朝廷の態度に懸かっている」と申し伝えたと記録されている。しかし、同年中は永安公王僖のジャライルタイ訪問を経ても高麗のモンゴルへの投降はまとまらなかった。
1259年（己未/高宗46年/憲宗9年）3月、ようやく「高麗朝廷は江華島を離れて旧都に戻り、太子がモンケ・カアンに朝見する」ことを条件に和平が成り、ジャライルタイらも喜んだという。しかし、その後同年5月にジャライルタイは何らかの理由で急死した。
『元史』巻133列伝20塔出伝にはジャライルタイの息子のタチュが父同様に遼東方面で活動し、ナヤン・カダアンの乱鎮圧に活躍したことが記録されている。また、同伝は「己未（1259年）正月、高麗の計画は行き詰まり、遂に［モンゴルに］内附した。［高麗の内附について］ジャライルタイの功はまことに大きいものがある」と評されている。

## 『元朝秘史』の記述
『元朝秘史』巻12第274節にはオゴデイ・カアンによるチョルマグンの西アジア派遣、バトゥの東欧派遣に続いて、高麗へのモンゴル軍派遣について以下のように記されている。
当初、『元朝秘史』の記す「ジャライルタイ・コルチ（札剌亦児台豁児赤）」は単純にオゴデイ時期に高麗方面に出兵した「撒礼塔/撒里台」と同一人物であるとみなされ、柯劭忞の『新元史』や屠寄の『蒙兀児史記』などでも札剌亦児台豁児赤＝撒礼塔/撒里台であることを前提に立伝されている。しかし、（1）「撒里台」と「札剌亦児台」では音価が一致せず、むしろモンケ時期の「車羅大」の方が相似すること、（2）1258年/丁巳年に「車羅大」への援軍として「余愁達」が派遣されていることは、『元朝秘史』の「ジャライルタイの後詰めにイェスデルが派遣された」という記述によく合致すること、（3）同274節には「チョルマグンがバグダードの民を帰順させた」とあるが、バグダードを陥落させたのはモンケ時期のフレグであって時系列の混乱が見られること、などを踏まえ現在では「札剌亦児台＝モンケ時期の車羅大」と見なし、『元朝秘史』巻12第274節にはオゴデイ時期の外征とモンケ時期の外征の記述が入り乱れていると解釈するのが一般的である。